# Palazzo Castelli
Palazzo Castelli ist ein Palast in Venedig in der italienischen Region Venetien. Er liegt im Sestiere Cannaregio an der Ecke des Rio de Santa Marina und des Rio dei Miracoli, in der Nähe des Palazzo Zacco, des Palazzo Soranzo-van Axel, und der Kirche Santa Maria dei Miracoli.

## Geschichte
Nach den Adelsregistern von Venedig lebten die Castellis in einem Palast aus dem 17. Jahrhundert in der Nähe der Van Axels.

## Beschreibung
Die Fassade des klassizistischen Palastes zum Rio de Santa Marina ist einfach gestaltet und hat zwei Hauptgeschosse und zwei Zwischengeschosse. Im abgesenkten Erdgeschoss liegt in der Mitte ein Rundbogenportal zum Wasser mit dorischen Säulen, flankiert von zwei Paaren quadratischer Fenster. Die untere Hälfte des Erdgeschosses ist mit Bossenwerk verkleidet, während die obere Hälfte, wie die darüber liegenden Geschosse, verputzt und beige gestrichen ist.
Das Zwischengeschoss darüber hat ein kleines venezianisches Fenster über dem Portal, flankiert von zwei Paaren rechteckiger Einzelfenster. Ähnlich gestaltet ist das Hauptgeschoss, wobei das venezianische Fenster größer ist, einen hervorspringenden Balkon hat und, ebenso wie die flankierenden beiden Paare von Einzelfenstern, mit einem Tympanon versehen ist. Das Zwischengeschoss unter dem Dach hat ein Dreifach-Rechteckfenster in der Mitte, flankiert von zwei Paaren einzelner Rechteckfenster.
Alle Fenster und Türen haben Rahmen aus istrischem Kalkstein; der Balkon, die Tympana und die Gesimse über jedem Stockwerk, sowie die gezahnte Dachtraufe sind aus dem gleichen Material.